# Гробница на Сципионите
Гробницата на Сципионите (лат.: Sepulcrum Scipionum) е построена за фамилията Сципионен от gens Корнелии през 280/270 пр.н.е. по времето на Римската република.
Намирала се е 1470 – 1490 метра извън Стената на Сервий пред Порта Капена на Виа Апиа и Виа Латина.
Луций Корнелий Сципион Барбат (консул 298 пр.н.е.) я посторява за себе си и своята фамилия. Той е първият погребан в нея.